# 米尔瓦勒
米尔瓦勒（法語：Mireval，法語發音：[miʁval]）是法国埃罗省的一个市镇，属于蒙彼利埃区。

## 地理
米尔瓦勒（43°30'28"N, 3°48'3"E）面积11.05 平方千米，位于法国奧克西塔尼大區埃罗省，该省份为法国南部沿海省份，南濒地中海，西南接奥德省，西北接塔恩省和阿韦龙省，东北与加尔省接壤。
与米尔瓦勒接壤的市镇（或旧市镇、城区）包括：法布雷格、维克拉加尔迪奥勒、马格洛讷新城。

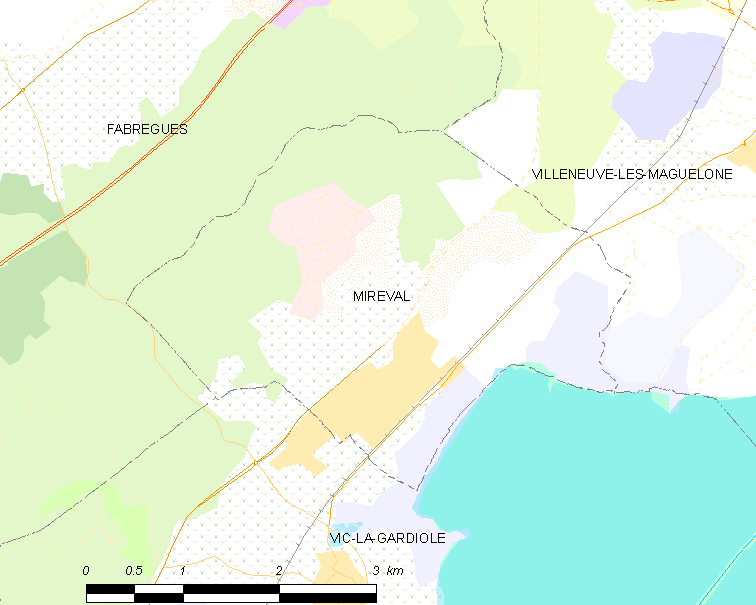
米尔瓦勒的OSM定位图

米尔瓦勒的时区为UTC+01:00、UTC+02:00（夏令时）。

## 行政
米尔瓦勒的邮政编码为34110，INSEE市镇编码为34159。

## 政治
米尔瓦勒所属的省级选区为弗龙蒂尼昂县。

## 人口

1962-2008年间米尔瓦勒人口变化图示

米尔瓦勒于2022年1月1日时的人口数量为3301人。